# Jacobus Arminius

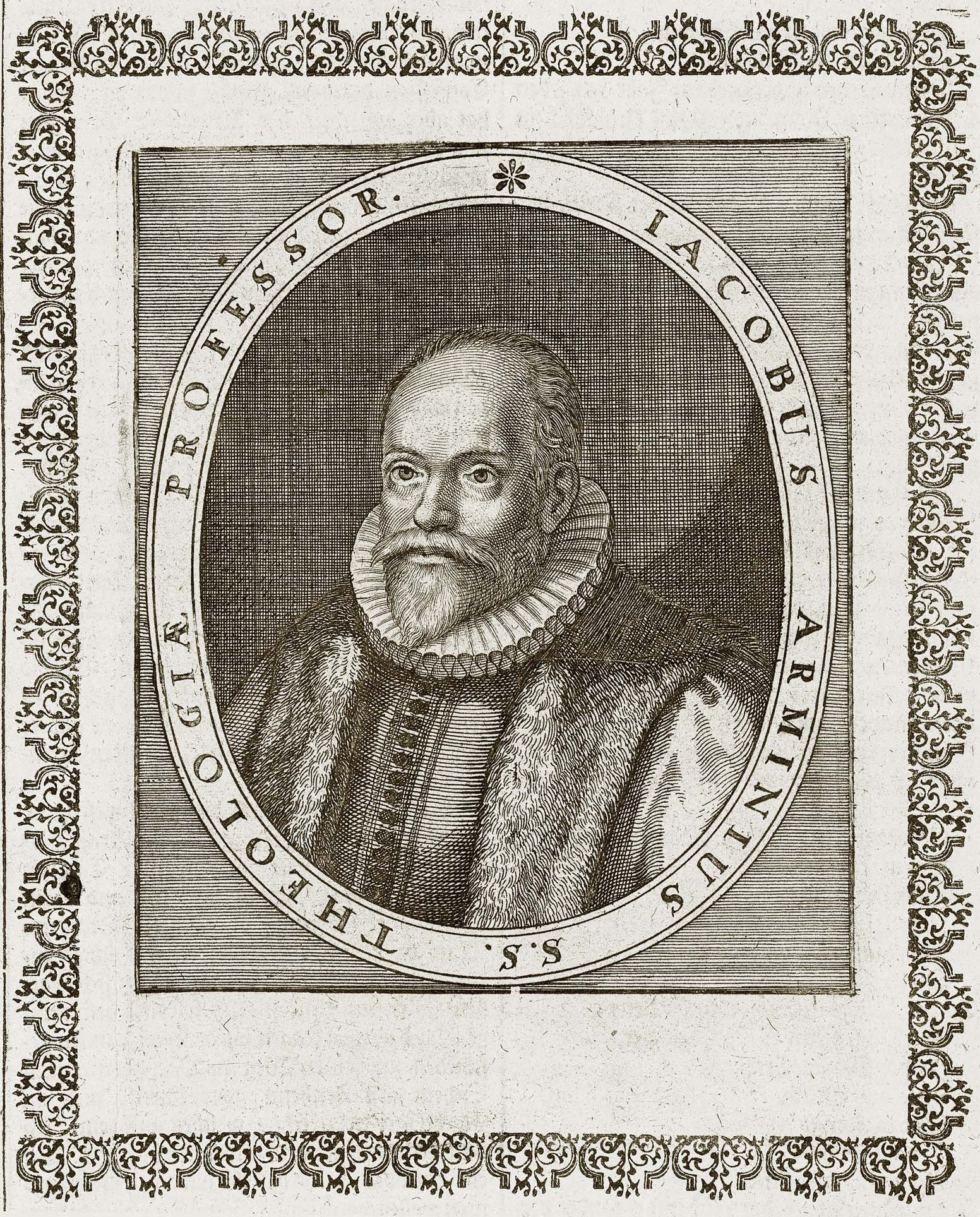
Kupferstich mit dem Porträt Jacobus Arminius aus dem Werk Theatrum Europaeum von 1662

Jacob(us) Arminius, eigentlich Harmensz (* 10. Oktober 1560 in Oudewater; † 19. Oktober 1609 in Leiden) war ein protestantischer Theologe und Professor in den Niederlanden. Er gilt als Begründer des Arminianismus, der die doppelte Prädestination Calvins ablehnte und den freien Willen betonte, und der Remonstranten, einer noch heute bestehenden christlichen Kirche, deren Hauptkennzeichen die Ablehnung von Bekenntnissen und Dogmen ist.

## Leben
Jacobus Arminius war der Sohn eines Messerschmiedes und verlor früh seinen Vater und seine Familie, da seine Heimatstadt durch die Spanier verwüstet wurde. Dank seines Gönners Rudolph Snellius konnte er in Utrecht, Rotterdam, Marburg und Leiden studieren. Dort wurde er in das System des französischen Philosophen Petrus Ramus eingeführt, der sich gegen den herrschenden Aristotelismus wandte. Der Calvinist Lambert Danäus wurde sein theologischer Lehrer. Die Stadt Amsterdam wurde auf den begabten jungen Mann aufmerksam und ließ ihn 1582 in Genf weiterstudieren, wo der Reformator Théodore de Bèze eine wichtige Rolle spielte. In Basel schloss er Freundschaft mit Johannes Uyttenbogaert. Er besuchte Vorlesungen bei Samuel Grynäus und wäre 1583 Doktor der Theologie geworden, wenn er nicht aus Bescheidenheit diese Auszeichnung abgelehnt hätte. Er machte eine Italienreise und besuchte auch Rom, das ihn jedoch wegen Sittenlosigkeit enttäuschte. 1587 nach Amsterdam zurückgekehrt, wurde er am 11. August im folgenden Jahr dort Pfarrer. Damals gab es in der niederländischen Kirche einen Streit, ob die Prädestination nach Johannes Calvin als eine absolute oder nur als eine bedingte aufzufassen sei, und der Kirchenvorstand beauftragte Arminius mit der Widerlegung der letzteren Auffassung. Ab 1590 wurde Arminius durch sein Bibelstudium, insbesondere der Kapitel sieben bis neun des Römerbriefs, aber allmählich selber von den Argumenten überzeugt, die er hätte widerlegen sollen.
1602 starb der in Leiden tätig gewesene Theologieprofessor Franz Junius der Ältere an der Pest. Nach längeren Diskussionen konnte der angefeindete Arminius seine Pfarrstelle in Amsterdam verlassen. Er unterwarf sich dem Examen und wurde von Bonaventura Vulcanius zum Doktor der Theologie promoviert. Im Herbst 1603 konnte er in Leiden mit seinen Vorlesungen beginnen. Nur ein Jahr später geriet er dort mit seinem Kollegen Franciscus Gomarus in einen Streit wegen dessen Behauptung, Gott habe das Schicksal jedes Menschen von Ewigkeit vorherbestimmt, weil er den Glauben des einen und den Unglauben des andern vorhergesehen habe (Prädestination). Nachdem er sich 1605/06 als Rektor der Alma Mater auch an den organisatorischen Fragen beteiligt hatte, konnten zwei 1608 und 1609 im Haag durchgeführte Lehrgespräche den Streit zwischen den beiden Gegnern nicht mehr schlichten.
Die Ansichten von Arminius wurden nach seinem Tod 1618 bis 1619 auf der Dordrechter Synode, die von Moritz von Oranien einberufen wurde, von den Teilnehmern der Reformierten Kirchen als Irrlehre verurteilt. Seine Anhänger sammelten sich zur Religionsgemeinschaft der Remonstranten, die jedoch über seine theologischen Erkenntnisse hinaus gingen und gar keine verbindlichen Bekenntnisse mehr wollten.

## Schriften
- Epitome Doctrinae de praecipuis Christianae religionis Capitibus, Jacobi Arminii Veteraquinatis, Sociniani: Ex universis autoris scriptis fideliter collecta, & in certas theses distincta; Apprime Utilis Ac Necessaria, Quae Hoc Tempore, ob controversiam Vorstianam cognoscatur, Basel 1613.
- Veteraquinatis Batavi, SS. Theologiae Doctoris eximii Opera Theologica, Hoffmann, Frankfurt 1631 und 1635.